# Nymphon microgracilipes
Nymphon microgracilipes är en havsspindelart som beskrevs av Pushkin, A.F. 1993. Nymphon microgracilipes ingår i släktet Nymphon och familjen Nymphonidae.
Artens utbredningsområde är Södra Ishavet. Inga underarter finns listade i Catalogue of Life.